# مارك همفريز
مارك همفريز (4 أكتوبر 1965 في المملكة المتحدة - ) (بالإنجليزية: Mark Humphries)‏ هو لاعب كريكت بريطاني. لعب مع المقاطعات الوطنية للكريكيت الإنجليزي والويلزي ‏ ونادي مقاطعة ستافوردشاير للكريكت ‏.

## وصلات خارجية
- مارك همفريز على موقع إي آس بي آن كريك إنفو (الإنجليزية)